# کل‌داغ
کوه کل داغ یکی از کو های واقع در دهستان سیوکانلو شهرستان شیروان است. 

## موقعیت
این کوه از غرب به روستای اوغاز کهنه، از شمال غربی به کوه گنه از جنوب غربی به کوه کیسمار منتهی می شود.